# Johnny Van Zant
Johnny Van Zant (né le 27 février 1959 à Jacksonville en Floride) est un chanteur américain de rock sudiste. Il est le plus jeune d'une fratrie de trois hommes, l'aîné étant Ronnie Van Zant, fondateur et chanteur de Lynyrd Skynyrd, et le cadet étant Donnie Van Zant, fondateur et chanteur de .38 Special. 
Van Zant se produisait pendant les années 1970 avec son premier groupe, The Austin Nickels Band, qui l'accompagna sur son premier album solo, No More Dirty Deals, sorti en 1980. Il sortit encore trois autres albums solo entre 1981 et 1985, avant de sortir de l'industrie musicale pour faire une pause.
Il devint le chanteur de Lynyrd Skynyrd en 1987, lors de la reformation du groupe, et l'est encore aujourd'hui. Il sortit un autre album solo, Brickyard Road, en 1990. Il enregistre également avec son frère Donnie dans le groupe Van Zant depuis 1998.

## Discographie
- The Johnny Van Zant Band : No More Dirty Deals (1980)
- The Johnny Van Zant Band : Round Two (1981)
- The Johnny Van Zant Band : The Last of the Wild Ones (1982)
- Van Zant : Van Zant (1985)
- Johnny Van Zant : Brickyard Road (1990)